# Kajana (Suriname)

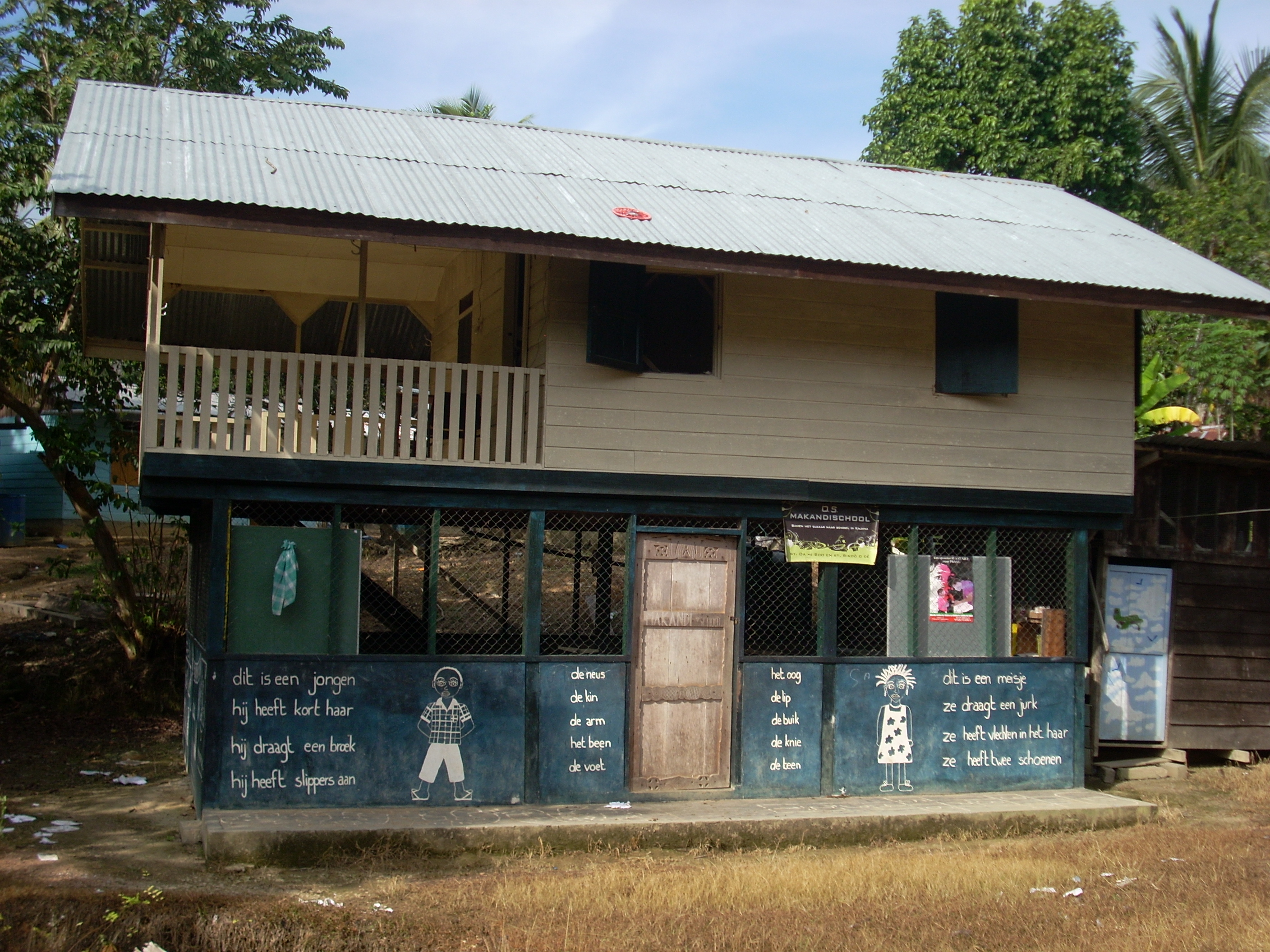
École primaire Kajana

Kajana est une commune du Suriname, située dans le district du Sipaliwini.
Kajana compte environ 200 habitants, appartenant à trois familles. 
La ville dispose d'un centre médical de premiers secours, d'une station de radio appelée Radio Thijs, d'une école primaire et d'un jardin d'enfants géré localement. Elle est desservie par l'Aérodrome de Cayana.